# Paracalliope novacaledoniae
Paracalliope novacaledoniae is een vlokreeftensoort uit de familie van de Paracalliopiidae. De wetenschappelijke naam van de soort is voor het eerst geldig gepubliceerd in 1972 door Ruffo & Paiotta.